# Черкашина, Оксана Леонидовна
Оксана Леонидовна Черкашина (укр. Оксана Леонідівна Черкашина; род. 7 мая 1988, Харьков) — украинская актриса театра и кино. Она завоевала несколько важных наград, а также получила признание за выдающиеся выступления на сцене и в кино.

## Биография

### Начало
Оксана Черкашина родилась 7 мая 1988 года в украинском городе Харькове . Она рано проявила интерес к искусству, особенно к театру. В 2005 году она поступила в Киевский национальный университет театра, кино и телевидения имени И. К. Карпенко-Карого, а в 2009 году получила степень магистра искусств Тренер, режиссёр и профессор Школы актёрского мастерства Тисто с 2014 года.

### Карьера
Иоанна Виховская пригласила Оксану участвовать в польско-украинском проекте «мапи страху/мапи ідентичності» в 2016 году После этого, что Оксана считала поворотным моментом в своей карьере, она в течение нескольких лет участвовала в ряде автономных инициатив в сотрудничестве с Британским Советом, Гете-Институтом в Украине и Польским театральным институтом в Варшаве . Известные спектакли, такие как «ДПЮ», «Ресторан Украина», «Мий дід копав, мой батько копав, а я не буду» находятся среди них.
Свою актёрскую карьеру Оксана начала в киевском театре на левом берегу Днепра после окончания университета. Она сыграла множество ролей в самых разных спектаклях и вскоре зарекомендовала себя как звездная актриса труппы. В 2019 году она была удостоена двух важнейших премий польского театра: Главной актёрской премии Всепольского конкурса современного искусства и второй премии за лучшую женскую роль на фестивале «Божественная комедия» в Кракове. Её приглашали в театр на 2018 и 2019 годы на драму «Левів не виддамо».
В 2015 году Оксана дебютировала на экране в спектакле Владислава Вдовченко «Валентинов день», где сыграла главную роль. За этот спектакль она получила приз Киевского международного кинофестиваля за лучшую женскую роль. С тех пор она снялась в нескольких других фильмах, таких как «Клондайк» Марины Эр Горбач (за который она получила ту же премию в 2022 году) и " Плохие дороги " Натальи Ворожбит (за которую она получила премию «Кинокол» в 2020 году).
Увидев «Клондайк» на уважаемых кинофестивалях «Сандэнс» и «Берлин», Оксана надеялась, что вторжения в её собственную Украину не произойдет. Россия вторглась в Украину 24 февраля 2022 года. Это изменило её взгляд на политику, мир и искусство. Она больше не верит в политику, Европейский Союз, Европейское Сообщество и глобальное общество, поскольку все они отреагировали практически без ответа. В качестве средства протеста против быстро растущего уровня насилия в мире она рассматривала «Клондайк» как фильм, «посвященный всем женщинам», и подчеркнула важность представления «женской точки зрения» на конфликт.
В фильме «Клондайк», представленном Украиной на премию «Оскар» за лучший международный художественный фильм 2023 года, главную роль играет Оксана. За свою роль она только что получила награду Fipresci за лучшую женскую роль на кинофестивале в Палм-Спрингс. Её предстоящий проект, телесериал Netflix «Абсолютные новички», премьера которого состоится[уточнить] в Польше в 2023 году.

### Личная жизнь
Оксана свободно говорит на украинском, английском, польском и русском языках, а также имеет базовое понимание французского и немецкого языков.

## Фильмография
| Год      | Название                   | Роль               | Примечания                   |
| -------- | -------------------------- | ------------------ | ---------------------------- |
| 2015 год | Девачан                    | Девушка            |                              |
| 2015 год | Приведите нам своих женщин | Оксана Черкашина   | отрывок из «Марии Магдалины» |
| 2016 год | Марія Магдалена            | Мария              |                              |
| 2020 год | Плохие дороги              | Боевой медик       |                              |
| 2021 год | Синдром Гамлета            | Оксана             |                              |
| 2021 год | Приборка норовливой        | Соломия            |                              |
| 2022 год | Клондайк                   | Ирка               |                              |
| 2023 год | Полование на смми          | г-жа Шимальска     | серия 1                      |
| 2023 год | Зеленая граница            | украинский беженец |                              |
| 2023 год | Абсолютные новички         | мать Игоря         |                              |

## Награды и признания
Помимо получения известности в родной Украине, Оксана стала известна и за рубежом. Критики и зрители высоко оценили её работы, которые она часто выставляла на международных кинофестивалях. Благодаря своему мастерству и компетентности она стала одной из самых известных украинских актрис за рубежом. В День украинского кино Президент Владимир Зеленский подписал указ (№ 465/2021) о присвоении Оксане звания Заслуженной артистки Украины и награждении выдающихся деятелей кино государственными медалями.
| Премия                             | Год  | Категория                       | Номинированная работа | Результат    |
| ---------------------------------- | ---- | ------------------------------- | --------------------- | ------------ |
| Золотая Дзыга                      | 2021 | Лучшая женская роль             | Плохие дороги         | Номинирована |
| Золотая Дзыга                      | 2023 | Лучшая женская роль             | Клондайк              | Выиграла     |
| Киноколо                           | 2020 | Лучшая актриса                  | Плохие дороги         | Выиграла     |
| Киноколо                           | 2022 | Лучшая актриса                  | Клондайк              | Выиграла     |
| Кинофестиваль Юго-Восточной Европы | 2022 | Выдающиеся актёрские достижения | Клондайк              | Выиграла     |